# Staurogyne spraguei
Staurogyne spraguei är en akantusväxtart som beskrevs av D.C. Wasshausen. Staurogyne spraguei ingår i släktet Staurogyne och familjen akantusväxter. Inga underarter finns listade i Catalogue of Life.